# Hérnia diafragmática
Hérnia diafragmática é um defeito ou buraco no diafragma que permite que o conteúdo abdominal chegue à cavidade torácica. O tratamento é usualmente cirúrgico.
Existem os seguintes tipos de hérnia diafragmática:
- Hérnia diafragmática congênita
  - Hérnia de Morgagni
  - Hérnia de Bochdalek
- Hérnia de hiato
- Hérnia diafragmática iatrogênica
- Hérnia diafragmática traumática

## Sinais e sintomas
Um abdome com aparência de internamente sugado pode ser o sintoma presente no recém-nascido.

## Diagnosis

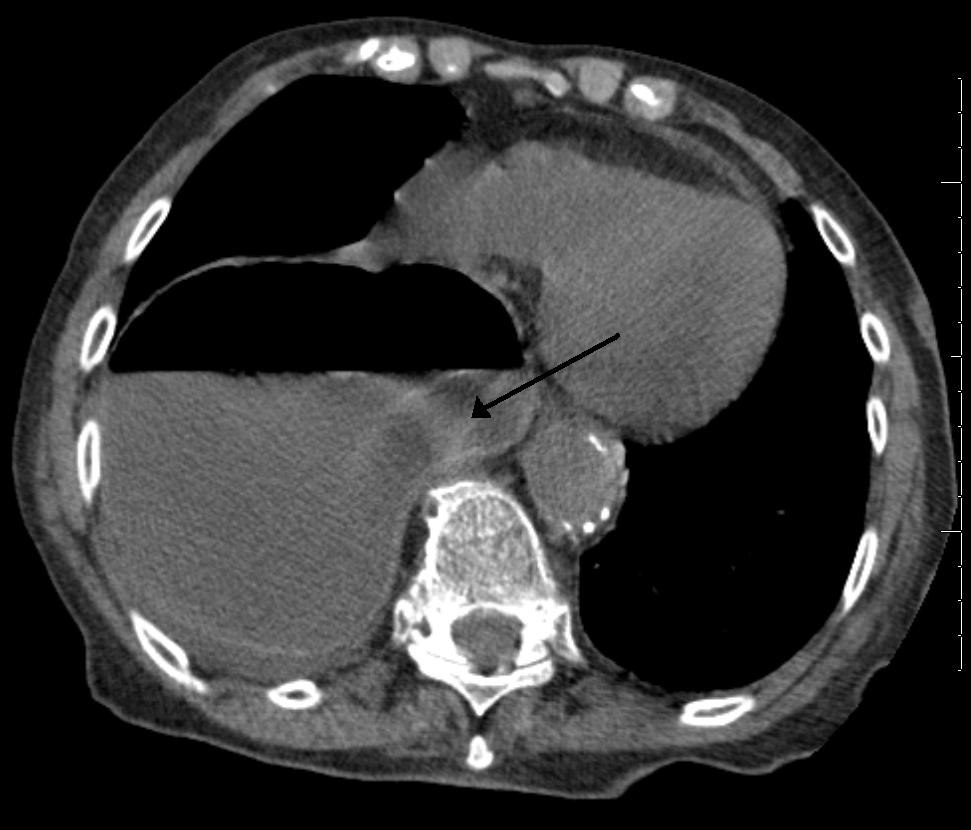
Uma hérnia diafragmática ao lado direito, com o estômago no peito (lado esquerdo da imagem marcado com uma seta). Note o nível de fluido de ar no estômago.

O diagnóstico pode ser feito por tomografia computadorizada ou raio-x.
Diagnosis can be made by either CT or Xray.